# Ксавьерре, Херонимо
Херонимо Ксавьерре (исп. Jerónimo Xavierre; 1546 — 8 сентября 1608 года) — испанский кардинал, генеральный магистр ордена проповедников (1601—1607).

## Биография
Родился в 1546 году в Сарагосе в знатной семье. В 1562 году вступил в орден доминиканцев, в 1563 году принёс обеты. Провёл 10 лет в Высшей школе Тортосы сначала как студент, затем как преподаватель. В 1575 году вернулся в Арагон. С 1581 года — профессор университета Сарагосы. В 1600 году возглавил доминиканскую провинцию Арагона, однако уже через год на очередном генеральном капитуле ордена доминиканцев был избран главой ордена, став 52-м по счёту генеральным магистром ордена проповедников.
На посту главы ордена уделял большое внимание развитию доминиканского образования, изучению литургики и истории ордена проповедников, а также миссионерской деятельности, при нём орден активизировал миссию в Вест-Индии. Поддерживал преследуемых английских католиков, посылал туда священников для подпольной деятельности. Автор ряда теологических работ, среди которых выделяется обширный «Эпистолярий». С 1605 года стал духовником короля Филиппа III, который уважал Ксавьерре настолько, что в 1607 году лично ходатайствовал перед папой Павлом V о кардинальской шапке для Ксавьерре.
10 декабря 1607 года назначен папой Павлом V кардиналом, после чего Ксавьерре подал в отставку с поста генерального магистра, однако так и не успел доехать до Рима. 8 сентября 1608 года кардинал Ксавьерре умер в Вальядолиде. Похоронен в церкви Сан-Ильдефонсо в Сарагосе.